# Tulga
Tulga také Tulca (7. století? – 642? Toledo) byl vizigótský král Hispánie, Septimánie a Galicie. Vlády ve vizigótské říši se ujal v roce 640 ještě nezletilý, protože jeho otec Chintila zemřel v prosinci roku 640 i když některé prameny uvádějí, že vládl již od roku 639. Byl prvním vizigótským králem, který byl korunován ne pouhým rozhodnutím panovníka, ale aktem volby duchovenstva. Tak byla vůle panovníka dostatečně prosazena a zároveň princip voleb formálně vykonán.
V roce 642 vizigótský válečník Chindaswinth ve věku 79 roků zahájil povstání, proti nezletilému králi. Viděl slabost koruny a znal konvenci vizigótské šlechty v Pampalice (pravděpodobně dnešní Pampliega v provincii Burgos) a tak povstání zakončil tím, že se prohlásil za krále bez podpory kléru.
Podle Sigeberta z Gemblouxu byl sesazený Tulga donucen přijmout tonsuru a pak ho Chindaswinth poslal do kláštera, kde se stal mnichem, protože mniši byli považováni za nezpůsobilé pro kralování. Nicméně, arcibiskup Ildefons z Toleda napsal, že Chindaswinthovo povstání ztroskotalo a bez podpory církve mohl Chindaswinth uspět jen zavražděním Tulgy. Z dnešního pohledu, najít pravdu v tak vzdálené minulosti, je téměř nemožné.
Tulga byl ženatý a měl dva syny. Giscilu a Ariberga. Ariberga měl syna Egicu, který se v roce 687 stal vizigótským králem.